# Джамантау
Джамантау (на киргизки: Жаман тоо, «лоша планина»; на руски: Джамантаутау) е планински хребет във Вътрешен Тяншан, разположен на територията на Киргизстан (Наринска област). Простира се на протежение около 70 km, от запад на изток, източно от големия завой река Алабука (Арпа, ляв приток на Нарин). На запад каньонът на река Алабука (Арпа) го отделя от Ферганския хребет, а на югоизток чрез прохода Ал Бейит (3282 m) се свързва с хребета Атбаши. Максимална височина 4737 m, (40°55′50″ с. ш. 74°52′23″ и. д. / 40.930556° с. ш. 74.873056° и. д.), разположена в централната му част. Изграден е основно от седиментни и метаморфни скали. Южните му склонове са къси и стръмни и са обърнати към високопланинската долина на река Джаманти (горното течение на Алабука), а северните са дълги и полегати, по които се стичат река Кашкасу (десен приток на Алабука) и Джамандаван и Терек (леви притоци на Нарин). Склоновете му са покрити с рехава степна растителност, а нагоре следват високопланински пасища.

## Топографска карта
- К-43-В М 1:500000[2]
- К-43-Г М 1:500000[3]